# Antoine Perraud
Antoine Perraud est un journaliste, essayiste et producteur de radio français.

## Biographie
Grand reporter et critique à Télérama de 1987 à 2006, Antoine Perraud a travaillé à France Culture de 1986 à 2016, où il a produit et animé l’émission Tire ta langue à partir de 1991. Il est l’auteur de documentaires historiques et littéraires sur Confucius, Elias Canetti, Charles de Gaulle, François Mitterrand, ou Jacques Bainville.
Il est membre depuis 2005 du comité de lecture de la revue Médium,,(fondée et présidée par Régis Debray) et contribue au supplément littéraire du quotidien La Croix depuis 2006. Fin 2007, il a rejoint à sa création le journal en ligne Mediapart, dirigé par Edwy Plenel. 
Antoine Perraud a publié en 2007 La Barbarie journalistique (Flammarion), qui analyse « comment le droit de savoir peut céder le pas à la frénésie de dénoncer ». En 2020 a paru aux Éditions La Découverte Le Capitalisme réel, ou la preuve par le virus, un « pamphlet documenté » comparant la situation occasionnée par la pandémie de Covid-19 à la chute du « socialisme réel » en URSS. Reprenant l’épître d’Horace « La Grèce vaincue a vaincu son farouche vainqueur », il décrit un phénomène d’acculturation, une mutation vers un « capitalisme de surveillance propre à deux puissances laboratoires en la matière : la Chine et la Russie ».